# Джоване Елбер
Вижте пояснителната страница за други личности с името Джовани.
Джова̀не Ѐлбер де Соу̀за (собственото име на италиански другите имена на португалски Giovane Élber de Souza, изговаря се най-близко до Джовани Елбер джи Соуза) е бразилски футболист, нападател. Роден е на 23 юли 1972 г. в бразилския град Лондрина. Играе в „Лондрина ИК“ до 1991 г., в „Грасхопер“ от 1991 до 1994 г., във „ФФБ Щутгарт“ от 1994 до 1997 г., в „Байерн“ от 1997 до 2003 г., във „ФК Лион“ от 2003 г. От 2005 играе в Борусия Мьонхенгладбах и от 2006 г. в Крузейро Ешпорте Клубе.

## Отличия
- Швейцарска Суперлига: 1994
- Шампион на Германия: 1999, 2000, 2001, 2003
- Френска лига 1: 2004, 2005
- Купа на Швейцария: 1994
- Купа на Германия: 1997, 1998, 2000, 2003
- Суперкупа на Франция: 2004
- Шампионска лига: 2001
- Междуконтинентална купа: 2001
- Шампион на щата Минейро: 2006

### Индивидуални
Голмайстор на Първа германска бундеслига през 2003 г. с 21 гола заедно с датчанина Томас Кристиансен.